# Liste der Gouverneure von Maranhão

Wappen von Maranhão

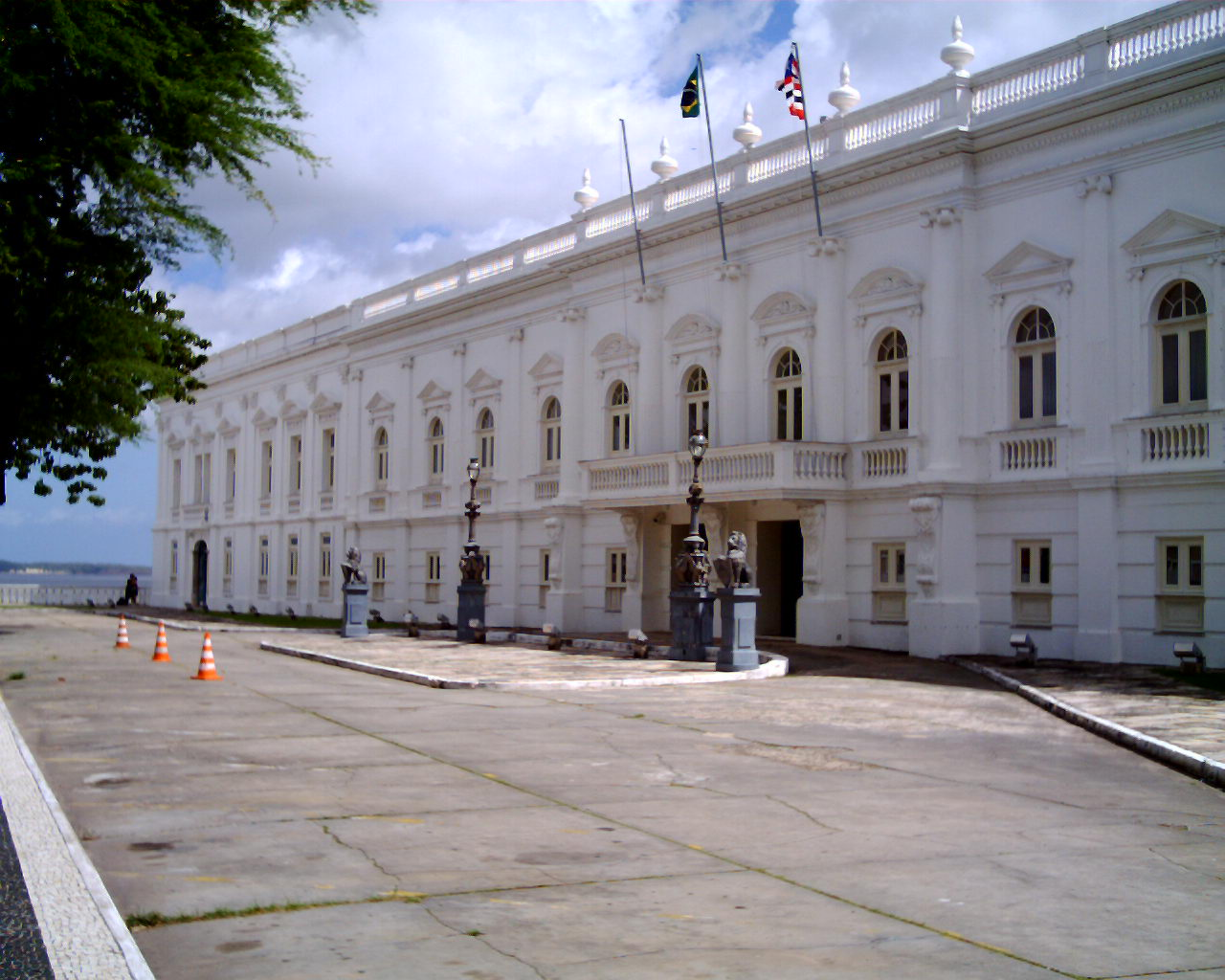
Palácio dos Leões, Amtssitz des Gouverneurs

Die Liste der Gouverneure von Maranhão gibt einen Überblick über die Gouverneure des brasilianischen Bundesstaats Maranhão seit 1985 (der sogenannten sechsten Republik).
Amtssitz des Gouverneurs ist der Palácio dos Leões (Löwenpalast) in São Luís, der bereits seit 1626 als Gouverneursresidenz dient.

## Neue (Sechste) Republik (1985-)
| Nr.   | Name                    | Bild         | Partei | Beginn der Amtszeit | Ende der Amtszeit |
| ----- | ----------------------- | ------------ | ------ | ------------------- | ----------------- |
| 52    | Luís Rocha (Politiker)  |              | PDS    | 15. März 1983       | 15. März 1987     |
| 53    | Epitácio Cafeteira      |              | PDC    | 15. März 1987       | 3. Apr. 1990      |
| 54    | João Alberto Souza      |              | PFL    | 3. Apr. 1990        | 15. März 1991     |
| 55    | Edison Lobão            |              | PFL    | 15. März 1991       | 2. Apr. 1994      |
| 56    | José de Ribamar Fiquene |              | PFL    | 2. Apr. 1994        | 1. Jan. 1995      |
| 57    | Roseana Sarney          |              | PFL    | 1. Jan. 1995        | 1. Jan. 1999      |
| 57    | Roseana Sarney          | 1. Jan. 1999 | PFL    | 5. Apr. 2002        |                   |
| 58    | José Reinaldo Tavares   |              | PSB    | 5. Apr. 2002        | 1. Jan. 2007      |
| 59    | Jackson Lago            |              | PDT    | 1. Jan. 2007        | 17. Apr. 2009     |
| 60    | Roseana Sarney          |              | PFL    | 17. Apr. 2009       | 1. Jan. 2011      |
| 60    | Roseana Sarney          | 1. Jan. 2011 | PFL    | 10. Dez. 2014       |                   |
| 61    | Arnaldo Melo            |              | PMDB   | 10. Dez. 2014       | 1. Jan. 2015      |
| 62 63 | Flávio Dino             |              | PCdoB  | 1. Jan. 2015        | 1. Jan. 2019      |
| 62 63 | Flávio Dino             | 1. Jan. 2019 | PCdoB  | 2. Apr. 2022        |                   |
| 64 65 | Carlos Brandão          |              | PSB    | 2. Apr. 2022        | amtierend         |
| 64 65 | Carlos Brandão          | 1. Jan. 2023 | PSB    |                     |                   |